# État en droit international

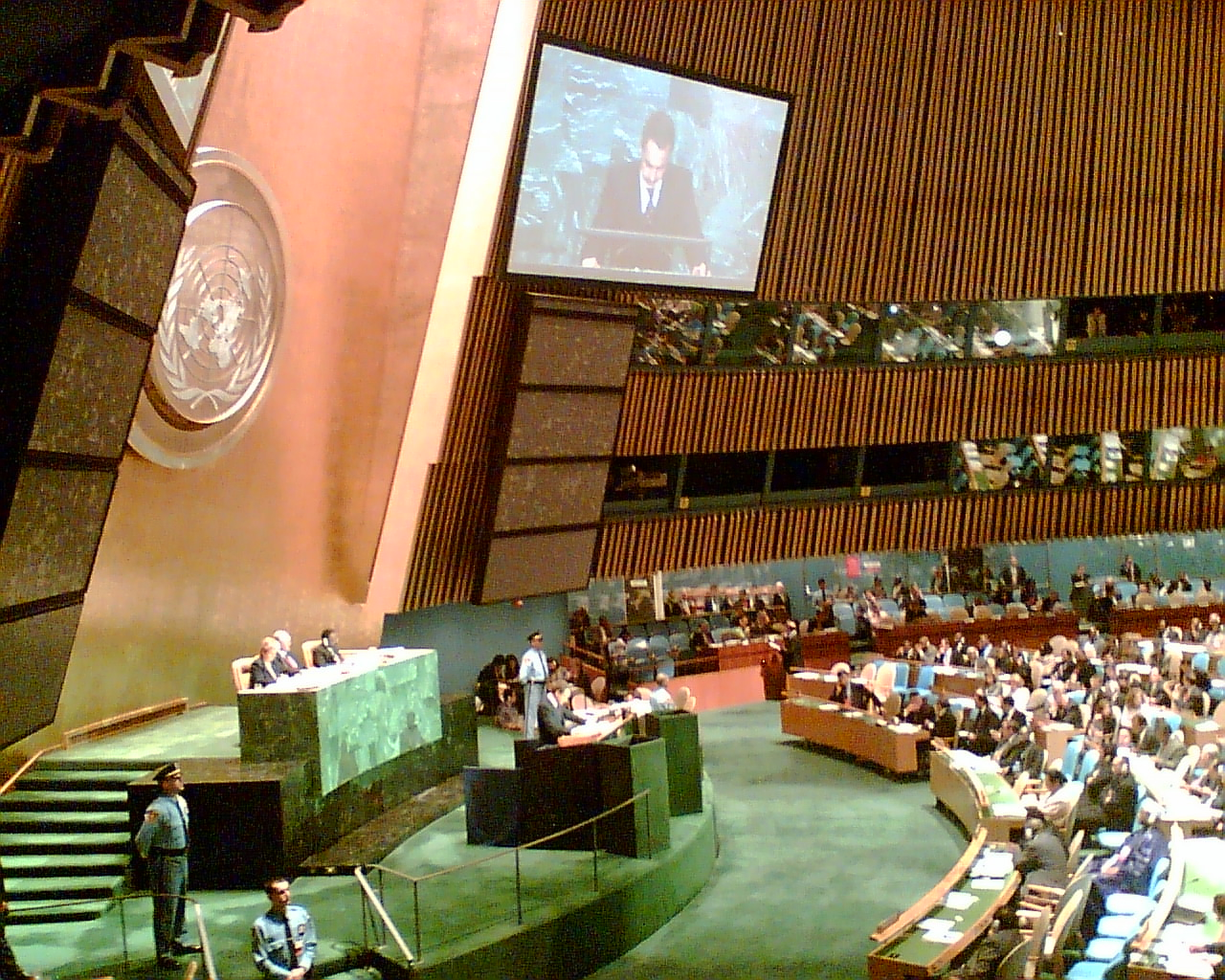
Assemblé générale des Nations unies

Un État souverain est défini en droit international public comme une entité politique possédant une autorité souveraine sur un territoire spécifique, et qui est reconnue en tant que telle par d'autres États souverains. Pour être considéré comme un État au sens du droit international, une entité doit démontrer sa capacité à exercer efficacement son pouvoir, être reconnue internationalement, et avoir la compétence pour établir des relations avec d'autres États souverains.
- Selon la théorie constitutive, une entité devient un sujet du droit international public seulement après avoir été reconnue comme un État souverain par d'autres États. Comme le souligne Lassa Oppenheim, le droit international ne nie pas l'existence d'un État non reconnu, mais il ne le prend en compte qu'après sa reconnaissance. C'est à travers cette reconnaissance qu'une entité acquiert le statut de personne et de sujet de droit international[note 1],[1].
- D'autre part, la théorie déclarative définit un État souverain comme une entité qui remplit quatre critères spécifiques, indépendamment de la reconnaissance par d'autres États : une population permanente, un territoire défini, un gouvernement et la capacité d'établir des relations avec d'autres États, comme énoncé dans l'article 1 de la Convention de Montevideo[2].

## Critères

### Théorie déclarative
La définition d'un État souverain est souvent basée sur les critères établis par la convention de Montevideo de 1933, qui incluent,, :
- une population permanente ;
- un territoire déterminé ;
- un gouvernement qui n'est subordonné à aucun autre ;
- une capacité d'entrer en relation avec les autres États.

Pour ce qui est de la reconnaissance de l'État, « l'existence politique de l'État est indépendante de sa reconnaissance par les autres États ».
Ces dispositions, qui résultent de la Convention de Montevideo sont acceptées internationalement comme un droit coutumier.

#### Le territoire
C'est une condition indispensable pour que l'autorité politique s'exerce efficacement. Maurice Hauriou déclare à ce sujet : « l'État est une corporation à base territoriale. » L'assise territoriale implique une délimitation précise et la notion de frontière apparaît indispensable. Toutefois, la précision frontalière est à nuancer : ainsi la Pologne fut reconnue comme État indépendant le 11 novembre 1918, soit avant la fixation de ses frontières par le traité de Versailles de 1919. L'article 2 alinéa 4 de la Charte des Nations unies insiste sur le respect par les États-tiers et par les gouvernants de l'intégrité de tout territoire national et de ses frontières. Celles-ci peuvent être naturelles ou artificielles. Les frontières naturelles sont par exemple un segment de fleuve, de rivière ou d'une montagne. Les frontières artificielles sont déterminées par un traité qui en fixe les limites. En règle générale, la délimitation des frontières est négociée dans le cadre d'une commission mixte rassemblant toutes les parties en cause.
Le territoire joue un rôle fondamental : il contribue à fixer la population en favorisant l'idée de nation et détermine le titre et le cadre de compétence de l'État. Rôle essentiel car les autorités publiques doivent disposer de la plénitude des compétences pour imposer des obligations aux individus et faire respecter le droit. La souveraineté d'un État s'abolit au-delà des frontières. Hors de ses frontières, un État est présent par ses représentations diplomatiques (ambassades et consulats). Par convention, ces lieux sont censés faire partie intégrante du territoire de l'État représenté et bénéficient à ce titre - ainsi que du personnel rattaché d'une immunité juridique exceptionnelle.

##### Caractéristiques
C’est l’espace à l’intérieur duquel l’État souverain exerce ses compétences. L'État est aussi une collectivité humaine au sein d'une société.
- Le territoire terrestre (sol, sous-sol, voies d’eau intérieures) ;
- Le territoire maritime (eaux intérieures, mers territoriales jusqu'à 12 milles marins, la zone contiguë, la ZEE (Zone d'économie exclusive) et le plateau continental ;
- Le territoire aérien (au-dessus des territoires terrestre et maritime).

Dans les limites territoriales, la compétence de l’État est pleine, exclusive et entière.
La frontière : elle établit la ligne exacte de rencontre des espaces où s’exercent respectivement les pouvoirs et les droits souverains des États.
La frontière est déterminée de façon :
- unilatérale (espace national/international) ;
- conventionnelle (entre deux États limitrophes) ;
- juridictionnelle (en cas de conflit).

La preuve du titre territorial se fait soit par des accords existants, soit par le comportement des États concernés, soit par le comportement des États tiers.
Toutefois, l'absence de délimitation définitive n'affecte en rien les droits des États voisins concernés. L'exigence d'une frontière terrestre incontestée, délimitée et démarquée, dont le tracé serait définitivement acquis n'a jamais été considérée comme une condition nécessaire de l'existence d'un État et par conséquent de sa reconnaissance. En effet, le Tribunal arbitral mixte germano-polonais a considéré que « pour qu'un État existe et puisse être reconnu, il suffit que ce territoire ait une consistance suffisamment certaine (alors même que les frontières n'en seraient pas encore exactement délimitées) et que, sur ce territoire, il exerce en réalité la puissance publique nationale de façon indépendante ».

#### La population
La population d'un État se présente comme une collectivité humaine. Cet ensemble doit être également délimité par une appartenance (la nationalité) et un contenu exprimé en termes de droits et devoirs : tous les individus présents sur le territoire d'un État sont soumis sans concurrence possible au même ordre juridique, expression de la souveraineté de l’État qui s’applique aux nationaux comme aux étrangers. Pour que l’État fonctionne et se maintienne, l'unité de la population nationale doit résulter d'une certaine harmonie et/ou homogénéité entre l'ensemble de ses membres : des caractéristiques communes comme la langue, l'ethnie, l'histoire commune, par exemple aident à préserver cette unité nationale. Cependant, de nombreux États se trouvent être fondés sur une diversité plus ou moins contrastée de populations : pluralité de langues, d'ethnies, de religions, d'économies. Il revient à l'État dans ces cas de figure à préserver la cohésion nationale et à tout le moins le respect des minorités existantes sur son territoire. La nation est généralement conçue comme une collectivité humaine dont les membres sont d'une part unis les uns aux autres par des liens à la fois matériels et spirituels et, de l'autre, se distinguent des membres des autres collectivités nationales. Ainsi, comme l'indique Gérard Noiriel dans État, Nation et Immigration, la nation se définit non seulement par des caractéristiques communes mais également par différenciation.
Deux conceptions de la nation se sont affrontées entre Allemagne (conception dite objective de la nation) et France (conception dite subjective de la nation). La première, l’École allemande ; le philosophe allemand Fichte (1762-1814) privilégie les phénomènes objectifs dans la définition de la nation. En effet, celle-ci est définie à partir de faits ou de phénomènes objectivement ou encore expérimentalement observables (langue, religion, caractéristiques physiques…). Et la seconde, l’École française, qui privilégie les éléments subjectifs : il faut prendre en considération un élément psychologique ; la communauté de pensée et le vouloir vivre collectif. Les idées d'Ernest Renan (1823-1892) se retrouvent dans une conférence à la Sorbonne le 11 mars 1882 Qu’est-ce qu’une nation ?. Un passé commun, un présent commun et un désir de vivre ensemble demain « c’est un plébiscite de tous les jours ». En privilégiant l’élément psychologique (le vouloir vivre collectif), l’École française entend montrer la supériorité de la volonté sur le fait, c'est-à-dire la supériorité du contrat social sur les données naturelles et la supériorité du droit, sur les phénomènes physiques.

##### Caractéristiques
La population est l’ensemble des individus qui sont rattachés à l’État par un lien juridique : la nationalité.
L’État a une compétence exclusive sur l’acquisition et la perte de la nationalité.
Cour Internationale de Justice, 1955, Nottebohm : la nationalité doit être effective et reposer sur un rattachement réel entre l’individu et l’État. Mais mis en échec en 58 par l'arrêt Flegenheimer instaurant une liberté plus grande aboutissant à des conflits de nationalité. Souvent géré par des conventions internationales mais divers problèmes :
Problème du double national : Conseil d'État, Konrarkwsky : le national peut être déclaré par décret après avis du Conseil d'État avoir perdu la nationalité française sous contrôle du juge administratif. Il doit respecter les lois des deux États à moins qu'une convention règle les différends. Mais il existe le mécanisme d'option. Le Traité de Maastricht institue une citoyenneté de l'Union : toute personne ayant la nationalité d'un État membre est citoyen de l'Union. Il a un droit de vote à l'élection municipale de l'État où il réside même s'il n'est pas de la nationalité de l'État où il réside.
Problème de l'apatride : (surtout l'ex-URSS qui retirait la nationalité aux dissidents). On trouve le UNHCR - L'Agence des Nations unies pour les réfugiés chargée au niveau international de cette question et de leur protection. En France, l’art. 1er de l’ord de 1945 assimile les apatrides à des étrangers mais leur accorde des garanties supérieures à celle des étrangers ayant une nationalité (reprend, l'arrêt du Conseil d'État en date de 1931, dit arrêt Samme). Dès lors qu'ils sont assimilés à des étrangers, c'est l'Office français de protection des réfugiés et apatrides qui est chargé de leur donner la qualité d'apatride ; cette décision est soumise au contrôle du juge administratif (Conseil d'État, 1981, Subranamian).

#### Un gouvernement
Le troisième élément constitutif d'un État est son gouvernement. Le concept d'État implique en partie une organisation politique. Cette organisation bénéficie de la puissance publique, de la capacité de commander et de se faire obéir. Un gouvernement doit être légitime pour susciter l'obéissance. C'est pour cela que, pour maintenir l'ordre sur le territoire, il doit être légitime et respecter les règles en vigueur dans la société. Concrètement, la notion de gouvernement a un double sens. Le premier sens, utilisé communément, désigne l'exécutif, le législatif et le judiciaire. Le deuxième sens, plus strict, ne concerne que le chef du gouvernement et son équipe.
Il faut des organes pour représenter l’État et exprimer sa volonté.
Avis consultatif de la Cour internationale de justice, 1975 : le Sahara occidental ne remplit pas les conditions minimales en termes d’autorité politique et de structure gouvernementale : on ne peut pas parler d’État.
Principe de non-ingérence : le droit international ne s’immisce pas dans le droit interne quant aux modalités de la représentation étatique.
L'article 4 de la Charte de l'ONU (Organisation des Nations unies) a ajouté : état digne à la société internationale ou à l'ordre pacifique. Problème de l'hypocrisie résultant du rejet du fonctionnement interne.

#### Gouvernance et relations
En termes de gouvernance et de relations, chaque État est en lien avec d'autres États, par des liens officiels et diplomatiques. Et, de manière plus ou moins formalisée, avec d'une part des entités supra-étatiques, au niveau mondial (par exemple l'Organisation des Nations unies) ou continental ou « régional » (par exemple l'Union européenne) ; d'autre part des entités infra-étatiques (souvent confondues en France avec les « collectivités territoriales » ou locales), mais qui peuvent être variées, plus ou moins autonomes ou fédérées (en fonction du degré de décentralisation), dotées ou non de personnalité juridique, et qui représentent à des titres divers toutes les parties prenantes de la communauté nationale : partis politiques, syndicats de salariés ou professionnels, mouvements et associations, communautés, minorités, etc.

## La souveraineté de l’État
La Charte des Nations-Unies (article 2 paragraphe 1) énonce que « l’organisation est fondée sur le principe de l’égalité souveraine de tous ses membres. ».

### Les implications de la souveraineté

#### Souveraineté et indépendance de l’État
Juridiquement, l’indépendance est le critère de la souveraineté (cf. affaire Île de Palmas). Parallèlement, la souveraineté de l’État peut l’aider à garder son indépendance : les États tiers ne peuvent pas s’immiscer dans les affaires d’un État souverain.

#### La souveraineté est soumise au droit international
Selon Hobbes : « un État souverain ne saurait se voir imposer à un droit supérieur ». La souveraineté est un facteur d’équité entre les États. Ils ont intérêt à ce que leurs droits soient respectés.
La soumission de l’État au droit international lui permet de conclure des conventions, dans la mesure où la souveraineté n’est pas un argument valable pour se soustraire aux termes d’un accord.

### Les limites de la souveraineté
Si leur souveraineté confère aux États une liberté de comportement vis-à-vis des autres sujets de la société internationale, au premier rang desquels les autres États, c'est naturellement dans le respect des règles du droit international, parmi lesquelles notamment l'interdiction de l'ingérence dans les affaires intérieures, la prohibition du recours à la force, l'obligation de règlement pacifique des différends.

#### Le respect des droits des États tiers
Le respect du territoire des États tiers : article 2 paragraphe 4 de la Charte des Nations unies : interdiction du recours à la force armée ; obligation de respecter l’intégrité territoriale d’un État tiers.
Principe de non-ingérence dans les affaires intérieures d’un État : obligation de respecter les compétences territoriales d’un État tiers.
Il y a trois exceptions :
1. quand l’intervention est sollicitée par l’État concerné
2. en cas d’intervention humanitaire : c’est une pratique ancienne (début XXe siècle) qui a eu un regain d’intérêt depuis la fin des années 1980 avec l’émergence de la notion de « devoir d'ingérence ». La résolution de l’AGNU (Assemblée générale des Nations unies) 43/131 du 8 décembre 1988 pose le « droit d’assistance humanitaire ». Résolution de 1990 : couloir humanitaire, convois humanitaires. Résolution 688 de 1991 : cas du Kurdistan irakien. En principe, l'aide humanitaire n'est pas obligatoire (un État peut la refuser et un autre peut refuser d'aider un autre État). Cependant, cette résolution du Conseil de Sécurité imposait à l'Irak de faciliter l'acheminement des aides humanitaires. Résolution 794 de 1992 : cas de la Somalie. On trouve l’assistance humanitaire civile, et l’assistance humanitaire armée (la protection militaire doit être approuvée par l’ONU).
3. lorsque le Conseil de Sécurité fait usage du chapitre 7 et impose aux États de venir en aide à d'autres pays en cas de rupture de la paix ou de menace grave à un État, et ce par tous les moyens même par l'usage de la force (seule intervention armée admise et licite en droit international).

La question de la protection de l’environnement (Cour internationale de Justice, CIJ - 25/09/1997) : L’environnement doit être protégé au-delà des frontières de l’État.
Le sommet de Rio (1992) pose le principe de précaution : « fait pour les États de renoncer par prudence à des activités susceptibles de porter atteinte à l’environnement et ce, même si les connaissances actuelles ne permettent pas de savoir dans quelle mesure ces activités pourraient porter atteinte à l’environnement. »

#### Le respect du droit des peuples
« Le droit des peuples à disposer d'eux-mêmes » : ce principe est issu de la Révolution française et de l’émergence des nationalités.
Charte de l’ONU art.1 : un des buts de l’organisation est le développement entre les nations des relations amicales fondées sur le respect du principe d’égalité des droits des peuples et de leur droit à disposer d’eux-mêmes.
Cela signifie que les États colonisés ou sous tutelle peuvent prétendre à l’indépendance et déterminer librement leur statut politique.
Rés. AGNU 1514 du 14 décembre 1960 : droit à la décolonisation = principe absolu, opposable à tous les États. Ce principe a une valeur coutumière (jus cogens).
Rés. 2625 sur le principe d’égalité du droit des peuples à disposer d'eux-mêmes : les peuples ont le droit de choisir librement un statut politique et un mode de développement en dehors de toute pression extérieure.
En ce qui concerne les minorités nationales, seuls les peuples colonisés disposent de ce droit.
Mais les mouvements de libération, lorsqu’ils sont reconnus par la société internationale, deviennent des interlocuteurs valables, et peuvent avoir un statut d’observateur à l’AGNU et participer à des discussions.

## L’évolution de l’État

### La formation de l’État

#### La décolonisation
C’est un facteur essentiel pour l’apparition de nouveaux États dans les années 1960.
Rés. AGNU 1514 du 14 décembre 1960 : droit à la décolonisation == principe absolu, opposable à tous les États. Ce principe a une valeur coutumière (jus cogens).
1975 : le peuple colonisé doit être consulté sur son statut.
Le droit à la décolonisation implique le droit de lutter par tous les moyens nécessaires, et à la force armée en cas de besoin.
Convention de 1977 : recensement des conflits armés ; décolonisation == conflit autorisant le recours à la force armée.
Convention de 1989 : interdiction du recours à des mercenaires pour s’opposer aux mouvements de décolonisation.
Mais cette décolonisation ne peut se faire que dans le respect des frontières préexistantes et s’il y a un critère sûr de non-autonomie (subjugation à un régime discriminatoire).

#### La sécession d’État
La sécession consiste dans la séparation d’une partie du patrimoine d’un État préexistant et qui laisse subsister celui-ci ; elle conduit à la formation d’un nouvel État dans la communauté internationale. Elle est considérée comme un fait de droit interne à l’État du fait du principe de l’intégrité territoriale de l’État.
Les États nés de l’émancipation d’une province sont nombreux. Il y a par exemple :
- la Belgique, émancipée des Pays-Bas en 1830
- les États des Balkans, nés de l’affaiblissement de l’Empire ottoman.
- Plus récemment, le Bangladesh a été fondé à la suite de la partition du Pakistan en 1971 (il est entré à l’ONU en 1974).

La sécession est généralement rejetée par l’ONU faute de permettre, dans la plupart des cas, la constitution d'un État stable (cf res AGNU 2625 du 24 oct 1970). Par exemple, le Biafra est resté indépendant de 1967 à 1970.
U Thant a déclaré à l'occasion de l'affaire dite du « Biafra », en 1970 que « l'ONU n'a jamais accepté et n'acceptera jamais, je pense, le principe de séparation d'une partie d'un État ». Il rappelait implicitement le principe d'intégrité territoriale affirmé notamment dans la déclaration de 1970 sur les principes touchant les relations amicales entre États.
Les pays membres de l'ONU n'ont aucun intérêt à reconnaître un droit général de sécession, car celle-ci représente une menace directe à la souveraineté étatique, puisqu'une sécession entraîne un affaiblissement des trois éléments constitutifs d'un État : la population, le territoire et le gouvernement.

#### Dissolution d’État
Il y a dissolution d’État lorsqu’un État préexistant éclate en plusieurs États nouveaux. Il y a donc création d'un nouvel État.
La dissolution touche généralement des États fédéraux ou d’anciennes entités fédérées : République fédérale de Yougoslavie (RFY), URSS, Tchécoslovaquie.
Aucun nouvel État ne peut prétendre continuer l’ancien, sauf en cas d’accord explicite entre tous les États (1991, chute de l’URSS). Les accords de Alma Ata et de Minsk disposent ainsi que les traités ratifiés et en vigueur en URSS restent en vigueur dans les nouveaux pays ; aussi les accords de Yalta prévoient que la Russie succède à l'URSS en sa qualité de membre à l'ONU, les autres États devant adhérer à l'ONU par la procédure d'admission requise pour tous les États.

#### La réunification
Par exemple : réunification allemande, réunification du Yémen, réunification du Viêt Nam (en).

##### La fusion d’État
La fusion désigne la formation d’un État unique à partir de plusieurs entités distinctes, qui disparaissent et laissent place à une seule personnalité internationale.
Le Tanganyika et Zanzibar se sont ainsi regroupés en 1964 pour former la Tanzanie.
La République arabe du Yémen et la République démocratique et populaire du Yémen se sont regroupés dans la République yéménite.

##### L’absorption
C’est un processus conduisant à l’incorporation pacifique à un État existant d’un ou plusieurs États préexistants qui disparaissent.
La création du royaume d’Italie s’est faite, par exemple, autour du royaume de Piémont-Sardaigne.
La réunification allemande a vu l’absorption de la RDA (République démocratique allemande) par la RFA (République fédérale d’Allemagne) en 1991.

### Reconnaissance de l’État
C’est l’expression unilatérale de la volonté d’un État de reconnaître comme valide et opposable à son égard un fait ou une situation juridique donnée. La reconnaissance marque la normalisation des rapports d’un État nouveau avec les États qui le reconnaissent.

#### Nature
Le problème le plus souvent débattu en doctrine concerne le caractère constitutif ou déclaratif de la reconnaissance.
Thèse constitutive : elle a pour effet de créer l'état, c’est son 4e élément constitutif (Jellinek, école volontariste). C’est une thèse marginale car juridiquement contestable.
Thèse déclarative : la reconnaissance n’est qu’un constat de l'existence des éléments constitutifs pour permettre l'établissement de relations diplomatiques. Le refus de reconnaissance n’affecte alors pas l’existence de fait d’un État, et sa compétence sur son ordre interne.
Mais le refus de reconnaissance représente un handicap pour l’État sur le plan international. Même s’il est sans effet juridique, il peut avoir des conséquences redoutables[évasif] (exemple : Rhodésie).
La reconnaissance anticipative : la reconnaissance peut œuvrer à la réalisation de l’État ; en affirmant l’existence d’une situation, elle participe à son existence (exemple : Bosnie-Herzégovine, mars 1992)[pas clair].

#### Acte discrétionnaire
La reconnaissance est un acte discrétionnaire et donc essentiellement lié à des considérations d’opportunité politique.
- Reconnaissance explicite : acte unilatéral et souvent solennel des États qui reconnaissent un État nouveau.
- Reconnaissance implicite : comportement (échange d'ambassadeur, traités bilatéraux avec un État non encore reconnu, traités multilatéraux à moins que l'État n'indique clairement sa volonté de ne pas reconnaître l'une des parties).
- Reconnaissance individuelle/collective : les pays de l'UE voulant progressivement une politique étrangère commune ont décidé (le 16.12.1991) d'une part d'organiser un mécanisme de reconnaissance collective et d'autre part de ne reconnaître que les États accédant à l'indépendance et la souveraineté en vertu du principe d'autodétermination (déclaration de reconnaissance collective des ex-républiques soviétiques.)

#### Limites du caractère discrétionnaire
Il y a un devoir de non-reconnaissance en cas d’État résultant d’un usage illicite de la force.
ex. : Mandchoukouo, 1931 : les États-Unis ont refusé de le reconnaître (doctrine Stimson), repris dans une déclaration de la Société des Nations le 11 mars 1932 (condamnation du Japon).
Il n’y a pas de reconnaissance en cas d’État fictif : exemple des bantoustans.
La reconnaissance sous conditions : il y a des pressions extérieures pour que l’État nouveau se soumette à un modèle (ce qui a pour but de lutter contre la déstabilisation de la région par le nouvel État).
Exemple : en 1991 la CEE a reconnu les pays de l’ex-URSS aux conditions suivantes :
- respect des dispositions de l’ONU sur l’État de droit, la démocratie, les droits de l'homme etc. ;
- garantie du respect des droits des groupes ethniques ;
- respect des frontières.

Les pays de l’ex-Yougoslavie ont été soumis aux mêmes conditions.

### La transformation de l’État
Selon la Commission du Droit International (CDI), la succession d’État « s’entend de la substitution d’un État à un autre dans la responsabilité des relations internationales d’un territoire » (article 2 des conventions de Vienne de 1978 et de 1983).

#### Succession d’État et droit interne

##### Les conséquences pour les particuliers
La question de la nationalité : en général, elle est automatiquement accordée aux habitants du nouvel État.
La question des droits acquis : Une distinction doit être faite entre les droits publics acquis avant le changement de souveraineté (droit à la nationalité, droit électoral, droit des fonctionnaires aux pensions de retraite, droits sociaux), qui ne sont pas opposables à l’État successeur, et les droits privés acquis (droits patrimoniaux), que le changement de souveraineté laisse en principe intacts (mais qui peuvent faire l’objet de nationalisations).

##### Les conséquences sur le rapport entre États successeurs et États prédécesseurs
Il y a en général un transfert du droit applicable.
Cf. Convention de Vienne du 8 avril 1983 sur les successions d’État en matière de biens, archives et dettes d’État.
Le domaine public de l’État cédant passe à l’État successeur dans la mesure où il s’agit de biens destinés à l’usage public, la population restant la même.
Les biens peuvent être partagés entre les différents États successeurs par un accord. ex. : le partage de Moscou (1992) == 61 % des biens publics pour la Russie et 13 % pour l’Ukraine.
Les archives tombent sous le coup des mêmes règles.
La question des dettes publiques :
- les dettes d’États : elles ont été contractées dans l’intérêt général de la collectivité installée sur le territoire cédé. Tout d’abord, l’État successeur prend en charge une partie de la dette publique générale, concernant le territoire cédé. Un critère de répartition est négocié entre les deux États. En outre, l’État successeur reprend à son compte la totalité des dettes localisées, c’est-à-dire contractées dans l’intérêt exclusif du territoire cédé.
- les dettes de régime : ce sont les dettes qui ont été contractées dans l’intérêt d’une certaine politique. Elles ne sont généralement pas transmises, qu’il s’agisse de dettes en temps de paix ou de guerre.

Mais dans tous les cas, aucune dette ne passe à un État nouvellement indépendant, ex-colonie sauf dans le cas du traité du 31 août 1990, relatif à l'établissement d'une unité allemande.

#### Succession d’État et droit international
Convention de Vienne du 22 août 1978 sur les successions d’État en matière de traités (entrée en vigueur le 6 novembre 1996).
Les traités politiques, (traités d’alliance, accords relatifs à un statut de neutralité…) ne sont pas transmissibles au nouvel État.
Les traités territoriaux et les traités-lois conclus dans l’intérêt général de la communauté internationale sont maintenus en vigueur.
La succession d’État n’est pas un motif suffisant pour mettre fin au régime des frontières. Ex. : affaire de la frontière maritime entre la Guinée et la Guinée-Bissau de 1985.

##### Le cas des États nouvellement indépendants (ENI)
Art. 16 : « Un État nouvellement indépendant n’est pas tenu de maintenir un traité en vigueur, ni d’y devenir partie du seul fait qu’à la date de la succession d’État le traité était en vigueur à l’égard du territoire auquel se rapporte la succession d’État. » C’est le principe de la table rase.
Parfois, un temps de réflexion permet à l’État successeur d’approuver au cas par cas les obligations de l’État cédant qu’il accepte de prendre à sa charge.
Le principe de la table rase s’applique à la responsabilité internationale : il n’y a pas d’idée de continuité dans ce cas, l’auteur de l’acte est seul responsable.

##### Autres cas
Unification et séparation d’États :
En cas d’unification, le traité en vigueur à l’égard d’un des prédécesseurs reste en vigueur à l’égard du successeur, sauf exceptions. Dans ce cas, il ne s’applique qu’à la portion de territoire de l’État prédécesseur. À l’inverse, en cas de séparation, le traité en vigueur à l’égard de tous les États prédécesseurs continue d’exister, à défaut de conventions contraires.
Traités multilatéraux :
En théorie, l’État nouveau doit demander son admission. La pratique admet toutefois la participation automatique d’un État né de la fusion de deux États membres, et celle de l’un au moins des États nés de la dislocation d’un État partie au traité. Ainsi, la Russie a succédé à l’ex-URSS aux Nations unies, tandis que les autres États nés après la chute du communisme ont posé une demande d’adhésion à l’Organisation (à l’exception de l’Ukraine et de la Biélorussie qui disposaient déjà d’un siège à l’Assemblée générale).
1. Autre exemple, la république fédérale de Yougoslavie n’étant pas reconnue comme l’État continuateur de la république socialiste fédérale de Yougoslavie, c’est à tort que les représentants serbes prétendent siéger à l’ONU à la place de la RFSY. Les autres États issus de la dislocation yougoslave ont demandé et obtenu leur admission à l’ONU.
2. Notes et références